# Нікопольський завод феросплавів
47°37′46″ пн. ш. 34°20′39″ сх. д. / 47.629508° пн. ш. 34.3440771° сх. д.
Публічне акціонерне товариство «Нікопольський завод феросплавів» (англ. Public Joint Stock Corporation «Nikopol Ferroalloy Plant») — велике промислове підприємство, публічне акціонерне товариство, розташоване за 3 км на північний захід від міста Нікополь (Дніпропетровська область, Україна).
Є одним з найбільших підприємств металургійного комплексу України, найбільшим феросплавним підприємством в Європі й другим у світі за обсягом виробництва марганцевих сплавів (понад 11 % світового виробництва феросплавів). 75 % продукції заводу йде на експорт.
Завод є експортоорієнтованим — його феросплавна продукція експортується до понад 50 країн світу. У 2017 р. частка експортних відвантажень становила 64 %.

## Історія
8 травня 1958 року Рада Міністрів СРСР прийняла постанову про будівництво в Нікополі заводу феросплавів. Будівництво розпочато в листопаді 1962 року і триває до цього дня. Датою народження заводу вважається 25 березня 1966 року, коли був підписаний акт здачі в експлуатацію першої черги флюсоплавильного цеху. Було видано першу плавку флюсів марки АНФ-6, до кінця року було виготовлено 11 тис тонн електрофлюсів. Під час урочистого мітингу з нагоди відкриття цеху відлили пам'ятний знак з першого металу. З кінця 1965 року до 27 серпня 1968 року будували найпотужніший в Європі плавильний цех № 2. 1967 року запустили — піч № 12, в березні 1969 року — піч № 13.
27 серпня 1968 завод отримав першу продукцію.
З 1970 до 1980 року було запущено ще 5 печей, печі № 17 та № 18 — виробництва японської фірми «Тонабе». З 1972 року вперше в країні почали перероблювати шлак.
З перших років роботи НЗФ став науково-дослідною лабораторією галузі. Випробовували виплавку силікомарганцю з мінімальним вмістом фосфору, впроваджували новий метод футерування.
У 1973 році побудували аглофабрику. Відкритий у 1968 році цех електродної маси і агломераційних цех забезпечує потреби заводу в агломераті та електродній масі і мають змогу постачати цю продукцію замовнику.
Станом на середину 70-х років було засвоєно 25 марок флюсів, 5 з них отримали «Знак якості». 1975 року було запущено унікальний за потужністю і технологічним обладнанням плавильний цех № 1. 18 липня, напередодні Дня металурга, був виплавлений другий мільйон тонн силікомарганцю. 19 липня 1975 року 12 працівників заводу були нагороджені Орденом Трудової Слави. У день десятиріччя другого цеху було виплавлено п'ятий мільйон тонн силікомарганцю, у 1983 році — одинадцятий.
За часів кризи 90-х років завод не отримував достатньої кількості сировини, електроенергії, було загальмовано збут продукції.

### Сьогодення
На сьогодні цехи № 1 та № 2 об'єднані в один цех виробництва феросплавів, мають 12 печей вітчизняного та 4 печі іноземного виробництва.
У переддень новорічного свята 2004 року завод, під керівництвом В. С. Куціна, виплавить наступну мільйонну тонну, першу тонну на печі № 14.
З 2008 року завод скорочує виробництво:
- у жовтні 2008 році заводу загрожувала зупинка виробництва через відсутність попиту на виробництво. З вироблених 35 тис тонн феросплавів, половина продукції знаходилась на складі[5];
- за підсумками 2011 року, в порівнянні з 2010 роком виробництво було скорочено на 15,8 %;
- у січні-серпні 2012 року, в порівнянні з аналогічним періодом 2011 року, виробництво було скорочено на 19,7 %[6]. За цей період було вироблено 438 тис тонн продукції;
- за даними Української асоціації виробників феросплавів «УкрФа» за період з січня по жовтень 2013 року НЗФ скоротив виробництво на 34,5 %[7].

У травні 2013 року В. С. Куцін повідомив, що НЗФ зацікавлений у будівництві когенераційної станції із переробки ферогазів. За його словами побудувати таку станцію можна протягом двох років, вартість інвестицій у будівництво становить приблизно 100 млн доларів.

## Потужність
Максимальна виробнича потужність підприємства становить 1,200 тис тонн феросплавної продукції на рік. У двох основних величезних цехах (520/50/55 м) порівну розташовані 16 пічних агрегатів потужністю від 23 до 75 мега-вольт-ампер і заввишки понад 50 м, що є на сьогодні найпотужнішими феросплавними печами у світі. На долю ВАТ НЗФ припадає 6 % світового виробництва феромарганцю та понад 20 % силікомарганцю.
У 2012 році на НЗФ виплавлено 658,6 тис тонн високоякісних феросплавів.
У 2018 році на НЗФ виплавлено 736 тис тонн феросилікомарганцю та 40 тис феромарганцю.

## Продукція
Основною продукцією заводу є виробництво марганцевих сплавів (силікомарганець та феромарганець), необхідних легуючих елементів для виробництва високоякісних і високоміцних сплавів в чорній та кольорової металургії та подальшого їх використання в різних виробничих галузях. Також завод виробляє флюси, електродну масу, агломерат, граншлак, щебінь, пісок та абразивні матеріали. На території заводу розташована фабрика «Ніка», що виготовляє вироби з трикотажу (панчохи «Ніка»).

## Директори заводу
- А. І. Сухоруков (60-і роки);
- В. І. Матюшенко (70-і роки);
- В. Т. Зубанов (80-ті роки, трагічно загинув);
- Б. Ф. Величко (з кінця 80-х - до 1995);
- А. В. Коваль (1995—1999);
- В. С. Куцін (1999—2005);
- А. Нероба (2005 т.в.о.);
- О. Неустроєв (2005-06 т.в.о.);
- В. С. Куцін (2006—2022);
- Р. В. Пономаренко (з липня 2022).

## Працівники заводу
Чисельність працівників заводу в середині 2008 року становила понад 7500 осіб. За історію існування заводу понад 170 фахівців нагороджені високими урядовими нагородами, 15 стали лауреатами Державної премії. Більше третини заводчан мають вищу освіту, завод має власний центр підготовки та перепідготовки спеціалістів.
Герой Соціалістичної Праці, академік Академії інженерних наук — Величко Борис Федорович.
Мають звання «Заслужений металург України» — А.Безбородов, С.Веремєєнко, В.Макогон, А.Польовий, М.Подольський, М.Сидоренко та ін..
Кандидати технічних наук — Ю.Дєдов, В.Зубанов, І.Кучер, В.Невєдомський, І.Філіпов.
Середня заробітна плата (до стягнення податків на рівні працівника) — 156 тис грн на рік.

## Власники
Засновувалось це підприємство як державне, але у 2004 році його приватизували, і новим власником став Interpipe (яким володіє Віктор Пінчук). За твердженням Ігоря Коломойського приватизація заводу відбулася з порушеннями, має відбутися його повернення державі та проведена реприватизація
26 травня 2003 року консорціум «Придніпров'я», наближений до корпорації «Інтерпайп», придбав на приватизаційному конкурсі 25 % держпакету ВАТ «НЗФ». 15 серпня 2003 року «Придніпров'я» придбало ще один 25 % держпакет плюс 1 акція. За контрольний пакет НЗФ (50 % + 1 акція) консорціум сплатив 410,5 млн грн. Це придбання було оскаржено в суді, Вищий господарський суд у 2005 році визнав цю приватизацію незаконною. ПФК «Придніпров'я» подав касаційну скаргу до Верховного Суду України і у січні 2006 року отримав відмову у її задоволенні.
Станом на 2024 рік власником контрольного пакету акцій НЗФ був — Коломойський Ігор Валерійович.
27 грудня 2024 року, в межах кримінального провадження про заволодіння державними коштами у 2014 році на той час службовими особами ПАТ КБ «ПриватБанк», серед яких фігурують колишні акціонери банку, зокрема Ігор Коломойський та його оточення, Шевченківський районний суд міста Києва заарештував і передав Агентству з розшуку та управління активами (АРМА) майно АТ «Нікопольський завод феросплавів». Серед переданих активів: чотири тепловози, 13 думпкарів, 25 вагонів, 120 напіввагонів, понад 13 000 тонн готової феросплавної продукції.

## Соціальна сфера
НЗФ має розвинуту соціальну сферу, зокрема:
- Медико-санітарна частина заводу
  - лікувально-профілактична установа закритого типу, денний стаціонар на 60 ліжок;
- санаторій-профілакторій «Електрометалург», розташований на березі Каховського водосховища;
- ДОТ ім. В.Усова на березі Джарилгацької затоки Чорного моря;
- база відпочинку «Феросплавник»;
- готель «Нікополь».

- Культурно-спортивний комплекс
  - Палац культури «Електрометалург»;
  - Спортивний клуб «Електрометалург», на базі якого працює комплексна ДЮСШ;
  - Водноспортивна база, що розташована на березі Каховського водосховища.

## Скандали
- У 2011 році на НЗФ було накладено штраф за забруднення довкілля, станом на 17 червня завод сплатив 3,3 млн грн[14]. 19 липня 2011 року Вищий господарський суд скасував постанову Дніпропетровського апеляційного суду, якою на завод було накладено штраф у розмірі 3,37 мнл грн[15].
- У серпні 2012 року керівництво НЗФ офіційно повідомило про можливу зупинку заводу до кінця 2012 року і попросило вжити невідкладні заходи щодо цінової політики по електроенергії та впровадженню державної політики захисту від масового імпорту[16].
- У 2016 році Євразійська економічна комісія запровадила антидемпінгове мито (26,35 %) на імпорт феросилікомарганцю з України. Мита поширюються на продукцію Нікопольського, Запорізького і Стаханівського феросплавних заводів. Тривалість дії — 5 (п'ять) років[4].
- У серпні 2017 року, пов'язано зі Націоналізацією ПриватБанку, НБУ було ухвалено рішення про стягнення вагонів НЗФ власності Коломойського та Пінчука[17].

## Гімн заводу
Так розцвітай ж на славу,
 Що долею став для нас,
 Міцній, завод феросплавів,
 Всі ми пишаємося тобою.
 Віримо в тебе по праву,
 Як трудова сім'я,
 Всі ми в єдиному сплаві — :  Нікополь, ти і я!